# Sun Is Shining (canción de Axwell e Ingrosso)
«Sun Is Shining» es una canción realizada por el dúo sueco de música electrónica Axwell Λ Ingrosso. Se lanzó el 12 de junio de 2015 como el cuarto sencillo de su álbum debut More Than You Know. Fue compuesta por Axel Hedfors, Sebastian Ingrosso, Salem Al Fakir y Vincent Pontare. Cuenta con las voces de Salem Al Fakir, aunque sin acreditar. Lideró la lista de sencillos de Suecia durante cuatro semanas, mientras que ingresó en los primeros diez puestos de Noruega, Finlandia y Países Bajos.

## Uso comercial
La canción fue utilizada en un comercial de trajes de baño de verano de 2015 para la firma de ropa sueca H&M que contó con las modelos Adriana Lima, Doutzen Kroes, Natasha Poly y Joan Smalls.

## Vídeo musical
El vídeo musical para acompañar el lanzamiento de "Sun Is Shining" se lanzó por primera vez en Youtube el 12 de junio de 2015 con una duración total de cuatro minutos y diez segundos. El vídeo fue filmado en Amberes, Bélgica y muestra a las personas encontrando notas con las letras de la canción escritas en ellas. A partir de agosto de 2017, ha recibido más de 130 millones de visitas.

## Lista de canciones
| Descarga digital |                  |          |  |
| N.º              | Título           | Duración |  |
| 1.               | «Sun Is Shining» | 4:14     |  |

| Descarga digital |                                 |          |  |
| N.º              | Título                          | Duración |  |
| 1.               | «Sun Is Shining» (Extended mix) | 6:03     |  |

| Descarga digital - Remixes |                                                  |          |  |
| N.º                        | Título                                           | Duración |  |
| 1.                         | «Sun Is Shining» (Marcus Schossow & Years Remix) | 6:01     |  |
| 2.                         | «Sun Is Shining» (R3hab Remix)                   | 3:41     |  |
| 3.                         | «Sun Is Shining» (M-22 Remix)                    | 6:03     |  |
| 4.                         | «Sun Is Shining» (W&W Remix)                     | 5:14     |  |

## Posicionamiento en listas y certificaciones

### Listas semanales
| País            | Lista (2015)              | Mejor posición |
| --------------- | ------------------------- | -------------- |
| Alemania        | Offizielle Deutsche Chart | 51             |
| Austria         | Ö3 Austria Top 75         | 13             |
| Bélgica         | Ultratop flamenca         | 8              |
| Bélgica         | Ultratop valonia          | 16             |
| República Checa | Singles Digitál Top 100   | 31             |
| Dinamarca       | Hitlisten                 | 20             |
| Escocia         | Scottish Singles Chart    | 22             |
| España          | Top 50 Canciones          | 38             |
| Estados Unidos  | Hot Dance Club Songs      | 5              |
| Estados Unidos  | Dance/Electronic Songs    | 19             |
| Estados Unidos  | Dance/Mix Show Airplay    | 16             |
| Finlandia       | Suomen virallinen lista   | 7              |
| Francia         | SNEP Singles Chart        | 31             |
| Hungría         | Single Top 40             | 6              |
| Noruega         | VG-lista                  | 4              |
| Países Bajos    | Nederlandse Top 40        | 6              |
| Polonia         | Polish Airplay Top 100    | 11             |
| Reino Unido     | UK Singles Chart          | 56             |
| Reino Unido     | UK Dance Chart            | 13             |
| Suecia          | Sverigetopplistan         | 1              |
| Suiza           | Schweizer Hitparade       | 41             |

### Certificaciones
| País         | Organismo certificador | Certificación | Ventas  | Ref.   |
| ------------ | ---------------------- | ------------- | ------- | ------ |
| Brasil       | Pro-Música Brasil      | Oro           | 30 000  | [ 25 ] |
| Dinamarca    | IFPI (Dinamarca)       | Platino       | 90 000  | [ 26 ] |
| España       | PROMUSICAE             | Platino       | 60 000  | [ 27 ] |
| Italia       | FIMI                   | Platino       | 50 000  | [ 28 ] |
| Noruega      | IFPI (Noruega)         | 2× Platino    | 80 000  | [ 29 ] |
| Países Bajos | NVPI                   | Platino       | 30 000  | [ 30 ] |
| Polonia      | ZPAV                   | Oro           | 10 000  | [ 31 ] |
| Suecia       | GLF                    | 5× Platino    | 200 000 | [ 32 ] |

## Historia de versiones
| Región | Fecha               | Formato          | Etiqueta           |
| ------ | ------------------- | ---------------- | ------------------ |
| Suecia | 12 de junio de 2015 | Descarga digital | Def Jam Recordings |